# Francisco José Virtuoso
Francisco José Virtuoso Arrieta (Caracas, 17 de septiembre de 1959 - Caracas, 20 de octubre de 2022) fue un sacerdote venezolano perteneciente a la Compañía de Jesús. Rector de la Universidad Católica Andrés Bello (UCAB) desde el año 2010 hasta su muerte en 2022.

## Biografía
Francisco José Virtuoso Arrieta  nació en Caracas, Venezuela. Se unió a la Compañía de Jesús en 1977 y en 1990 se ordenó como sacerdote de la congregación. Es doctor en Historia de las Ideas Políticas de Venezuela por la Universidad Católica Andrés Bello (2003). Desde octubre de 2010 desempeña el cargo de Rector de esa universidad.
Inició la carrera docente en 1994 en la UCAB, impartiendo cátedras en la escuela de filosofía, comunicación social, posgrado de historia y el Instituto de Teología para religiosos (ITER). También participa desde 2007 en el posgrado de ciencias políticas de la Universidad Central de Venezuela.
En 1994 asumió la dirección de la Fundación Centro Gumilla, cargo que desempeñó hasta el año 2000 y que repitió por segundo periodo del 2006 al 2010. También fue parte del consejo de redacción de la Revista SIC. Participó en la Comisión Nacional para la Reforma Policía convocada por el Ministerio de Interior y Justicia, que buscaba generar recomendaciones para poder reformar el modelo policial.
Fue director de la ONG Ojo Electoral (2004-2008), una organización que buscaba promover la participación y la transparencia electoral a través de actividades no partidistas. Desde el año 2017 participa en el Frente Amplio Venezuela, una plataforma que agrupa a diversos grupos políticos y civiles, que Virtuoso considera un método de apoyo a los partidos políticos y de participación para los ciudadanos.

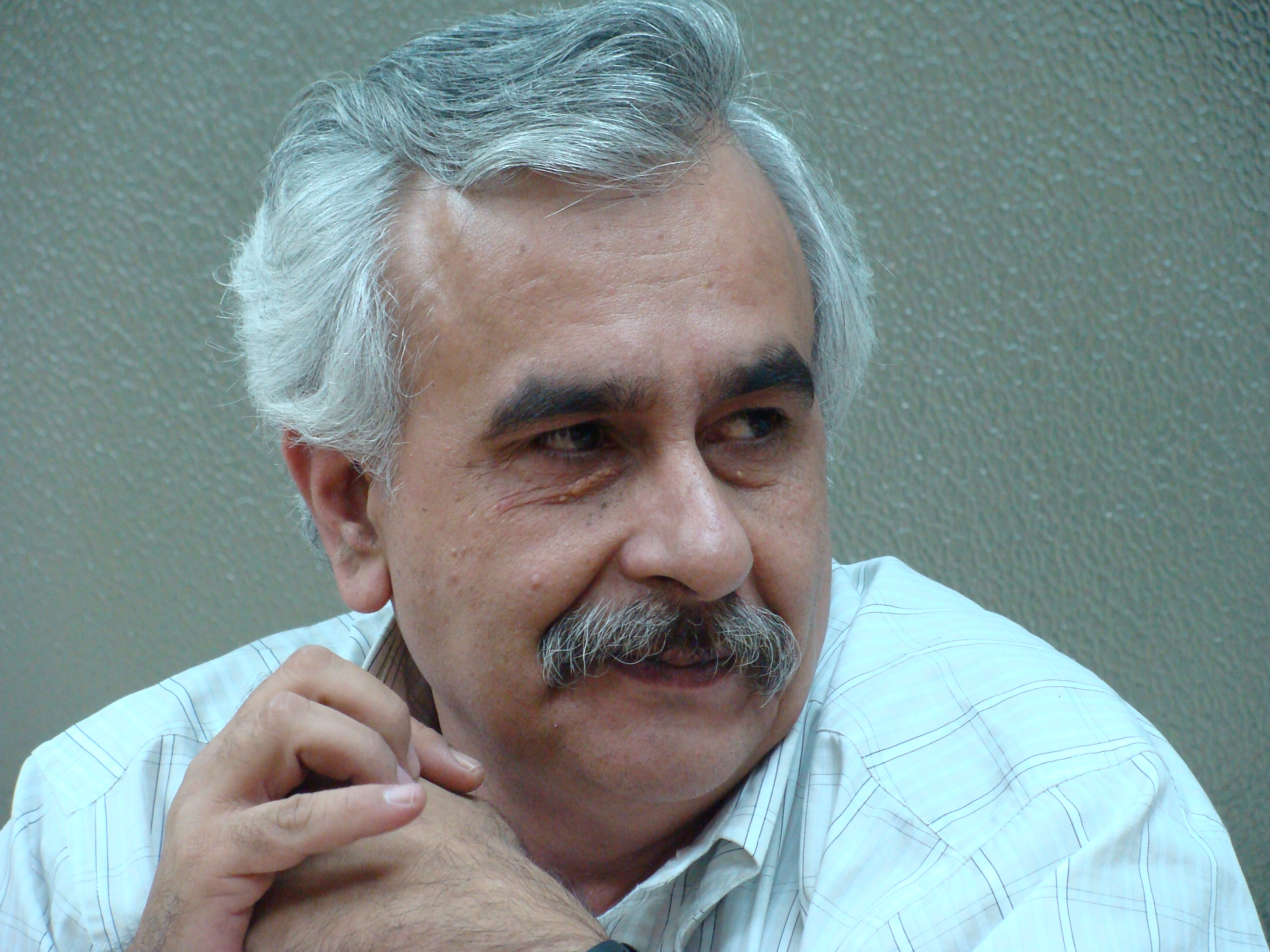
Francisco José Virtuoso sj en la Fundación Centro Gumilla. 2008

El 14 de octubre de 2022, fue juramentado como Rector de la UCAB durante el período 2022-2026; sin embargo, falleció el 20 de octubre de 2022.

## Rector UCAB (2010-2022)

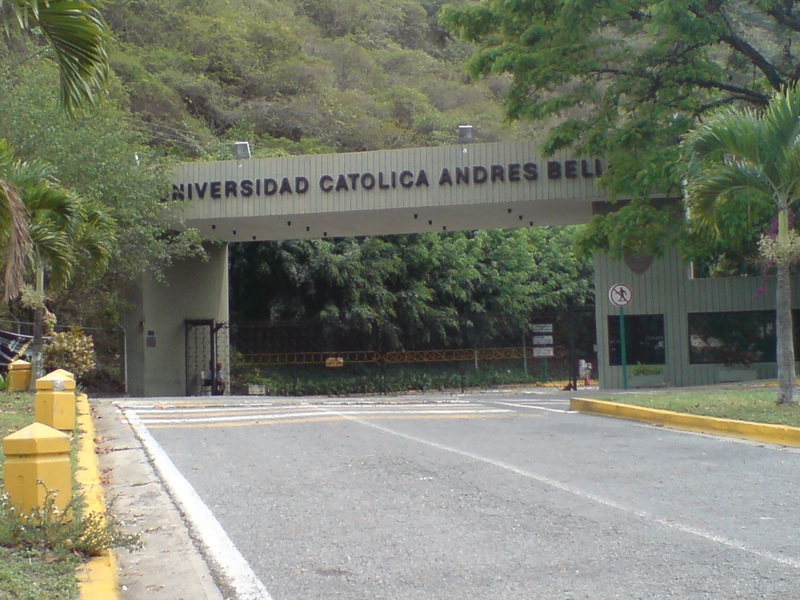
Entrada principal de la Universidad Católica Andrés Bello

Ha impulsado cambios en el modelo universitario. Durante su selección, el lema de la UCAB pasó a ser «De la UCAB al país que queremos», algo que para él implica traducir la excelencia universitaria en compromiso político y social con el país. En 2018 fue ratificado como rector de la universidad para el periodo 2018-2022. Durante su tiempo como rector ha vivido momentos como la muerte de Hugo Chávez, la llegada al poder de Maduro y la ampliación de la crisis política, económica y social que vive Venezuela.
La crisis ha sido uno de sus principales problemas, ya que pone en riesgo la sostenibilidad de la universidad, en el año 2018 indicó que la UCAB estaba haciendo lo posible para sostenerse, «utilizando sus ahorros y endeudándose más hasta donde sea razonable hacerlo» que será un sacrificio para la universidad.

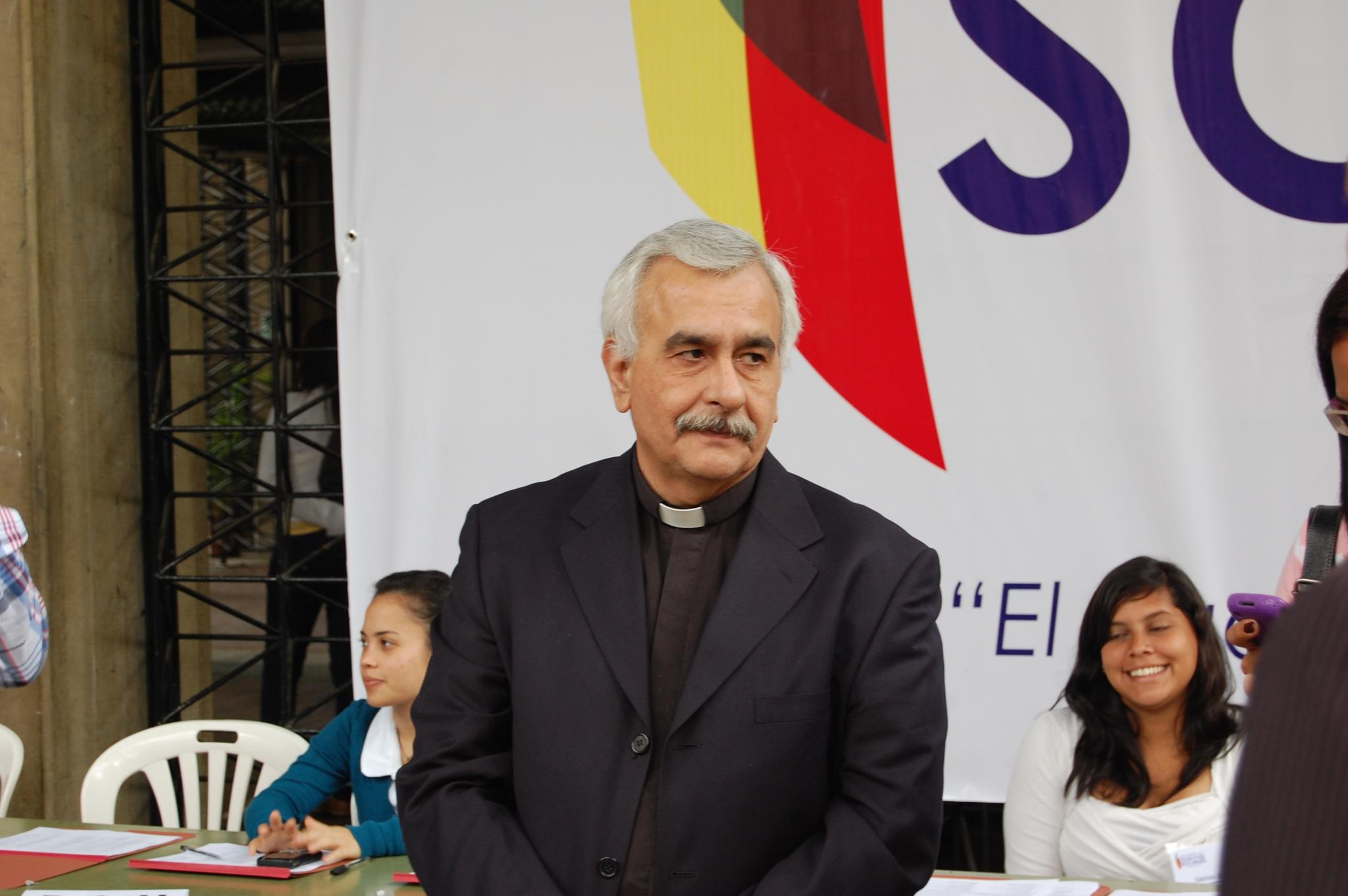
José Virtuoso en el Encuentro de Organizaciones Sociales de Venezuela. UCAB 2012

En su función de rector, ha emitido diversas declaraciones en cuestiones sociales y políticas. En 2017, criticó que el gobierno de Nicolás Maduro no reconociera a la Asamblea Nacional (Legislativo), ya que indicó que es un «espacio de encuentro político» y debía tener plenas atribuciones. Según Virtuoso, la crisis es responsabilidad de un colapso económico y una incompresible acción política, que cataloga como «desastre humanitario». Ante la situación actual ha declarado que la  «en la UCAB nos declaramos en resistencia activa y colectiva»
En 2018 mostró el apoyo de la Iglesia Católica y la universidad al proyecto de la Unión Europea para abrir un diálogo entre las fuerzas políticas del país, con la condición de que se buscarán las condiciones idóneas que en ese momento no existían según él. Después de que Juan Guaidó se proclamase como presidente encargado en enero de 2019, la Universidad Católica Andrés Bello reconoció su legitimidad como presidente interino de Venezuela y Jose Virtuoso ha demostrado su respaldo en varias oportunidades; así lo indicó en una visita del político a la universidad en febrero de 2019: «esta universidad está compromentida con el cambio y ese cambio significa bienestar, progreso, dignidad, libertad y democracia. La presencia de Juan Guaidó aquí es para nosotros de mucho orgullo. Es en primer lugar nuestro egresado y es la demostración de ese orgullo profundo de lo que la UCAB hace al servicio del país».
Su postura cambió en el año 2021, después de que el chavismo eligiese un parlamento nuevo, tras unas elecciones no reconocidas por la comunidad internacional y en las que no se permitió participar a la oposición. En enero, asumió el nuevo legislativo chavista y la antigua Asamblea Nacional extendió su mandato por un año más. Ante esta situación Virtuoso declaró que ambos organismos «carecen de legitimidad» y se presenta un escenario de «total desinstitucionalización» en Venezuela.

## Obra

### Como autor
- La crisis de la catolicidad en los inicios republicanos de Venezuela 1810-1813 (2001).[1] ISBN: 980-244-263-1
- La preocupación social de la Compañía de Jesús en Venezuela, 1968-1992. Caracas, UCAB. (2004). ISBN: 980-244-380-8
- Aportes y desafíos del compromiso social de la Iglesia en la Venezuela Hoy (Coord.) Caracas, UCAB (2005).[3] ISBN: 980-244-428-6

### En coautoría
- Venezuela análisis y proyecto, Venezuela desafíos y propuestas (1998).
- Una mirada sobre Venezuela: reflexiones para construir una visión compartida (2006).  ISBN: 980-244-4561
- Buenos gobiernos locales (2011).
- Pobreza y desigualdad, Nueva izquierda en América Latina, Valoraciones de la democracia en Venezuela y América Latina (2012).
- La política y sus tramas (2013).ISBN: 978-980-244-740-4